# Augochlora matucanensis
Augochlora matucanensis är en biart som beskrevs av Cockerell 1914. Augochlora matucanensis ingår i släktet Augochlora och familjen vägbin. Inga underarter finns listade.